# Reagan County
Reagan County är ett administrativt område i delstaten Texas, USA, med 3 367 invånare (2010). Den administrativa huvudorten (county seat) är Big Lake.  

## Geografi
Enligt United States Census Bureau så har countyt en total area på 3 046 km². 3 043 km² av den arean är land och 3 km² är vatten.  

### Angränsande countyn
- Glasscock County - norr
- Sterling County - nordost
- Tom Green County - öster
- Irion County - öster
- Crockett County - söder
- Upton County - väster